# Monteleone Rocca Doria
Monteleone Rocca Doria település Olaszországban, Szardínia régióban, Sassari megyében. Lakosainak száma 105 fő (2023. január 1.). Monteleone Rocca Doria Padria, Villanova Monteleone és Romana községekkel határos.

## Népesség
A település lakossága az elmúlt években az alábbi módon változott:
| Lakosok száma | 102  | 99   | 105  |
|               | 2017 | 2018 | 2023 |